# Veronica Necula
Veronica Necula est une rameuse roumaine née le 15 mai 1967 à Târgoviște.

## Biographie
Veronica Necula est médaillée de bronze en huit aux Championnats du monde d'aviron 1986 puis remporte le titre en quatre avec barreur et en huit aux Championnats du monde d'aviron 1987. Aux Jeux olympiques d'été de 1988 à Séoul, elle remporte la médaille d'argent en huit et la médaille de bronze en quatre avec barreur. Elle est aussi médaillée d'argent en huit aux Jeux olympiques d'été de 1992 à Barcelone.